# Geza Kikić
Geza Kikić (Subotica, 15. rujna 1925. – Dubrovnik, 22. ožujka 2002.) je bio bački hrvatski književni kritičar, književni povjesničar i antologičar iz Vojvodine, Republika Srbija.
Osnovnu i srednju naobrazbu stekao u rodnom gradu, a studij jezika i književnosti okončao je na Filozofskom fakultetu Sveučilišta u Beogradu. 
Krajem II. svjetskog rata je uhićen, zatim je borac Osme vojvođanske udarne brigade, a pedesetih godina je zatočenik na Golom otoku. 
Kao profesor radio je u Bačkoj Topoli, u Prijedoru i Gornjem Vakufu, zatim u Tavankutu i Đurđinu, te u Otoku i Bosanskoj Krupi. 
U Suboticu se vraća 1965. godine, kada se posvetio prikupljanju književne baštine i građe. Osobito su mu bili zapaženi radovi što ih je objavljivao u subotičkom časopisu Rukovet, ali je surađivao i u drugim glasilima u Novom Sadu, Beogradu i Zagrebu. 
Početkom sedamdesetih godina u Matici hrvatskoj tiskana su mu dva značajna djela - antologija poezije i antologija proze bunjevačkih Hrvata. Ubrzo su i njega sustigli progoni poput i drugih hrvatskih proljećaša, kada je preko 120 subotičkih, mahom, intelektualaca etiketirano da su hrvatski nacionalisti jer su navodno «isticali» vlastitu pripadnost hrvatskom nacionalnom korpusu i kulturi. Nakon političko-policijskog progona, uslijedila je i zabrana objavljivanja. Kikićevi se radovi više nisu mogli tiskati, dok su oni koji su već bili složeni u olovu - rastureni i uništeni! 
Zbog ovih i drugih razloga iseljava se iz Subotice 1976. godine i nastanjuje u Popovićima, pa u Konavlima, a na koncu u Hodilju na Pelješcu. 
Višedecenijsko bavljenje Geze Kikića književnopovijesnom problematikom pisaca koji pripadaju skupini podunavskih Hrvata u Bačkoj, odnosno u ugarskom Podunavlju kao djelima iz jedinstvenog duhovnog i kulturnog prostora sa Slavonijom, Bosnom i Dalmacijom, bilo je s neskrivenom nakanom - pokazati i dokumentirati da su oni dio hrvatske književnosti i kulture. 
Kritičarsko i antologičarsko djelovanje Geze Kikića njegovih objavljenih i radova što su ostali u rukopisu, uz ocjenu njegova prinosa hrvatskoj književnosti, očekuje svoga obrađivača.

## Djela
- Antologija poezije bunjevačkih Hrvata, Zagreb, 1971.
- Antologija proze bunjevačkih Hrvata, Zagreb, 1971.

## U rukopisu
- Antologija kritike bačkih Hrvata
- Antologija dramskih tekstova bunjevačkih Hrvata
- Zbornik dokumenata o preporodnom pokretu bunjevačkih Hrvata